# Ну що, приїхали?
Ну що, приїхали? (англ. Are We There Yet?) — американська сімейна кінокомедія 2005 року режисера Браяна Леванта. У головній ролі знявся репер Ice Cube.

## Сюжет
Нік Персонс - холостяк, що спеціалізується в спортивних предметах колекціонування, - знайомиться з яскравою, приголомшуючою Сюзанн Кінгстон, і дізнається, що вона має двох дітей, дочку Ліндсі і сина Кевіна. Ліндсі 11 років, а її молодшому братові - 7. Діти Сюзанни впевнені, що єдиний чоловік, який підходить для неї - це їх батько, якого вони не бачили багато років. Найкращі друзі Ніка - співвласник його магазину Марті та іграшковий бейсболіст, який виступає в ролі совісті.
Коли Сюзанна повинна поїхати у Ванкувер у відрядження, вона турбується про дітей. Крім того, їх тато, який, як передбачалося, подбав би про них на вихідних, повідомляє в останню хвилину, що хворий. Це виявляється брехнею (пізніше Ліндсі і Кевін приходять до його дому і бачать, що у нього нова дружина і дитина). Аби не допустити втратити можливість надати Сюзанні послугу, Нік пропонує перевезти їх літаком з Портленда у Ванкувер, незважаючи на те, що діти дратують його. Ліндсі і Кевін намагаються зробити поїздку для Ніка настільки кошмарною, наскільки можливо.
Коли Нік вперше зустрічає дітей, вони наполягають на подарунках, і Нік (у якого фактично нічого для них немає) нерішуче дає Ліндсі ваучер піцерії, а Кевіну штопор. Нік, Ліндсі і Кевін повинні були сісти на літак до Ванкувера, однак оскільки штопори заборонені на авіатранспорті, Кевіну доводиться квапливо позбавлятися від подарунка і він кладе його в кишеню пальто Ніка. Тепер їм заборонено подорожувати на літаку, так що вони повинні їхати поїздом. Нік сідає на потяг і раптом розуміє, що Ліндсі і Кевіна нема на поїзді. Нік біжить в задню частину, не відстаючи від них, поки не добирається до кінця поїзда. Там він стрибає, залишаючи багаж у вагоні. Потім вони їдуть до Ванкувера на машині Ніка.
Дорожня поїздка здається лихом з самого початку, оскільки Нік стикається з численними невдачами. Однак, після того, як діти розкривають зраду свого тата, їх ставлення до Ніка змінюється, особливо коли він говорить їм, що також був кинутий своїм батьком. За згодою дітей, до кінця фільму Нік і Сюзанна офіційно починають зустрічатися.

## У ролях
| Актор               | Роль                                        |
| ------------------- | ------------------------------------------- |
| Ice Cube            | Нік Персонс                                 |
| Ніа Лонг            | Сюзанна Кінгстон                            |
| Алейша Аллен        | Ліндсі Кінгстон (дочка Сюзанни)             |
| Філіп Деніел Болден | Кевін Кінгстон (син Сюзанни)                |
| Джей Мор            | Марті (найкращий друг Ніка)                 |
| Майк Коннор Гейні   | Ал Бак (водій вантажівки)                   |
| Трейсі Морган       | голос іграшкового бейсболіста Сатчел Пейджа |
| Генрі Сіммонс       | Карл (хлопець Сюзанни)                      |
| Ернст Гарт          | Ернст (водій вантажівки)                    |
| Нішель Ніколс       | міс Мейбл (няня Кевіна та Ліндсі)           |
| Генрі Сіммонс       | Карл                                        |